# Linycus rufipes
Linycus rufipes är en stekelart som beskrevs av Cameron 1903. Linycus rufipes ingår i släktet Linycus och familjen brokparasitsteklar. Inga underarter finns listade i Catalogue of Life.